# Адміністративний устрій Теплицького району
Адміністративний устрій Теплицького району — адміністративно-територіальний поділ Теплицького району Вінницької області на 1 селищну, 2 сільські громади та 14 сільських рад, що підпорядковані Теплицькій районній раді. Адміністративний центр — смт Теплик.

## Список громадТеплицького району
- Краснопільська сільська громада
- Соболівська сільська громада
- Теплицька селищна громада

## Список радТеплицького району
| №  | Назва                          | Центр             | Населені пункти                                               | Площа км² | Місце за площею | Населення (2001), чол. | Місце за населенням |
| -- | ------------------------------ | ----------------- | ------------------------------------------------------------- | --------- | --------------- | ---------------------- | ------------------- |
| 1  | Бджільнянська сільська рада    | с. Бджільна       | с. Бджільна с. Червона Долина                                 |           |                 |                        |                     |
| 2  | Брідоцька сільська рада        | с. Брідок         | с. Брідок                                                     |           |                 |                        |                     |
| 3  | Великомочульська сільська рада | с. Велика Мочулка | с. Велика Мочулка с. Панчишине с. Шевченка                    |           |                 |                        |                     |
| 4  | Завадівська сільська рада      | с. Завадівка      | с. Завадівка                                                  |           |                 |                        |                     |
| 5  | Залузька сільська рада         | с. Залужжя        | с. Залужжя                                                    |           |                 |                        |                     |
| 6  | Комарівська сільська рада      | с. Комарівка      | с. Комарівка с. Іванів с-ще Розкошівка с. Шевченківка         |           |                 |                        |                     |
| 7  | Маломочульська сільська рада   | с. Мала Мочулка   | с. Мала Мочулка с. Мишарівка                                  |           |                 |                        |                     |
| 8  | Метанівська сільська рада      | с. Метанівка      | с. Метанівка                                                  |           |                 |                        |                     |
| 9  | Орлівська сільська рада        | с. Орлівка        | с. Орлівка                                                    |           |                 |                        |                     |
| 10 | Петрашівська сільська рада     | с. Петрашівка     | с. Петрашівка                                                 |           |                 |                        |                     |
| 11 | Побірська сільська рада        | с. Побірка        | с. Побірка                                                    |           |                 |                        |                     |
| 12 | Погорільська сільська рада     | с. Погоріла       | с. Погоріла с. Кизими                                         |           |                 |                        |                     |
| 13 | Сашанська сільська рада        | с. Саша           | с. Саша                                                       |           |                 |                        |                     |
| 14 | Степанівська сільська рада     | с. Степанівка     | с. Степанівка с. Важне с. Карабелівка с-ще Кублич с. Марківка |           |                 |                        |                     |

Скорочення: м. — місто, с. — село, смт — селище міського типу, с-ще — селище